# Weidenbühl (Igensdorf)
Weidenbühl ist ein Gemeindeteil des Marktes Igensdorf im Landkreis Forchheim (Oberfranken, Bayern).

## Geografie
Der im Erlanger Albvorland gelegene Weiler liegt etwa zwei Kilometer südlich des Ortszentrums von Igensdorf auf einer Höhe von 328 m ü. NHN am Rüsselbach.

## Geschichte
Durch die zu Beginn des 19. Jahrhunderts im Königreich Bayern durchgeführten Verwaltungsreformen wurde Weidenbühl mit dem zweiten Gemeindeedikt im Jahr 1818 zu einem Gemeindeteil der Ruralgemeinde Rüsselbach. Im Zuge der Gebietsreform in Bayern wurde Weidenbühl am 1. Januar 1972 in den Markt Igensdorf eingegliedert.

## Verkehr
Die von Mitteldorf kommende Bundesstraße 2 verläuft direkt am westlichen Ortsrand vorbei. Der nächstgelegene Bahnhof ist der unmittelbar südlich des Weilers gelegene Haltepunkt Rüsselbach der Gräfenbergbahn.